# John William Douglas
John William Douglas (ur. 15 listopada 1814 w Putney, zm. 28 sierpnia 1905 w Harlesden) – brytyjski (angielski) celnik, entomolog i ilustrator botaniczny.

## Życiorys
Urodził się w 1814 roku w Putney. Jego ojcem był pochodzący z okolic Edynburga David Douglas. Uczęszczał do szkoły prywatnej, jednak w 1829 roku w wyniku dowcipu kolegi uległ wypadkowi i przez dwa lata pozostawał przykuty do łóżka. W tym czasie zajmował się szkicowaniem okazów botanicznych, dzięki czemu po odzyskaniu sprawności zatrudniony został w Królewskich Ogrodach Botanicznych w Kew. Pracował tam przez kilka lat, ucząc się botaniki i rozwijając pasję do entomologii. W 1837 roku opublikował pierwszy artykuł o owadach. Wkrótce potem ojciec załatwił mu posadę celnika, którą piastował przez ponad 50 lat. Mieszkał w tym czasie w Camberwell, Lee i Lewisham.
Ożenił się w 1843 roku. Miał syna, Charlesa D. Douglasa.

## Praca naukowa
Douglas początkowo specjalizował się lepidopterologii, szczególnie istotny wkład wnosząc w badania molowców (motyli drobnych). Jego pierwsza praca, Random Thoughts on Entomology, ukazała się w 1837 roku na łamach Entomological Magazine, jednak większość wczesnych prac lepidopterologicznych publikował na łamach Entomologist’s Weekly Influencer. W 1856 roku wydał wspólnie z Henrym Tibbatsem Staintonem, Philippem Christophem Zellerem i Heinrichem Freyem swoją najważniejszą publikację lepidopterologiczną, The Natural History of the Tineina. Pod wpływem mieszkającego po sąsiedzku Staintona Douglas zaczął rozszerzać swoje zainteresowania na inne rzędy owadów, zbierając m.in. chrząszcze. W 1856 roku ukazała się jego ogólniejsza książka pt. The World of Insects, a Guide to its Wonders. W kolejnych latach skoncentrował się na hemipterologii i to z wkładu w tę dziedzinę był znany najbardziej. W 1865 roku wydał wspólnie z Johnem Scottem swoją najważniejszą na tym polu pracę, The British Hemiptera. W 1876 roku, również wspólnie ze Scottem, skompilował katalog brytyjskich pluskwiaków różnoskrzydłych. Jako szczególnie cenne wymienia się również jego publikacje dotyczące czerwców.
Od 1845 roku był członkiem Entomological Society of London, w 1846 roku został członkiem jego rady, od 1849 do 1856 roku był sekretarzem, a w latach 1861–1862 jego prezydentem. W 1876 roku otrzymał członkostwo honorowe. W latach 1874–1904 był redaktorem Entomologist's Monthly Magazine.
Większość zbiorów Douglasa zdeponowana jest w Muzeum Historii Naturalnej Uniwersytetu Oksfordzkiego, jednak część okazów znajdować się może w zbiorach Muzeum Historii Naturalnej w Londynie.